# مامادو لوم
مامادو لوم نداي (بالفرنسية: Loum N'diaye)‏ (مواليد 30 ديسمبر 1996) هو لاعب كرة قدم سينغالي يلعب في مركز الوسط لعب سابقاً في نادي بورتو ونادي الرائد.

## روابط خارجية
- مامادو لوم نداي على موقع قاعدة بيانات كرة القدم.إي يو (الإنجليزية)
- مامادو لوم نداي على موقع ناشيونال فوتبول تيمز (الإنجليزية)
- مامادو لوم نداي على موقع Soccerway.com (الإنجليزية)
- مامادو لوم نداي على موقع عالم كرة القدم.نت (الإنجليزية)